# Влатадон
Влата́дон (греч. Μονή Βλατάδων) — православный ставропигиальный мужской монастырь Константинопольской православной церкви, находящийся недалеко от старых городских стен, на углу улиц Эптапиргиу и Акрополеос в Салониках, в Греции. В 1988 году включён в список объектов культурного наследия ЮНЕСКО.
Основателями монастыря стали братья Дорофей и Марк Влатады, последователи святителя Григория Паламы. Строительство главного храма проходило в 1351—1354 годах. Поддержку строительству оказывала императрица Анна Савойская. Внутри храм был украшен фресками периода 1360—1380 годов.
В XVI веке привилегии обители были утверждены патриархами Иоасафом II и Иеремией II. В 1633 году патриарх Константинопольский Кирилл I Лукарис перевёл его во владение афонского Иверского монастыря, однако в 1648 году патриарх Иоанникий II вернул обители прежний статус.
Здание главного собора было сильно повреждено во время землетрясения в 1978 году и позднее реставрировано. Древнейшими частями считаются — часовня святых апостолов Петра и Павла, купол и внутренняя южная стена храма. В монастыре хранится большая коллекция византийских икон.
В настоящее время монастырь имеет подворья вмч. Георгия Победоносца в Каламарье и святителя Николая Чудотворца близ Галатисты. Одно из подворий монастыря стало в 2017 году предметом судебной тяжбы между Константинопольской и Элладской православными церквями.
При монастыре действует Патриарший Институт святоотеческих исследований.

## Игумены
- Стилиан (Харкианакис) (1966—1974)

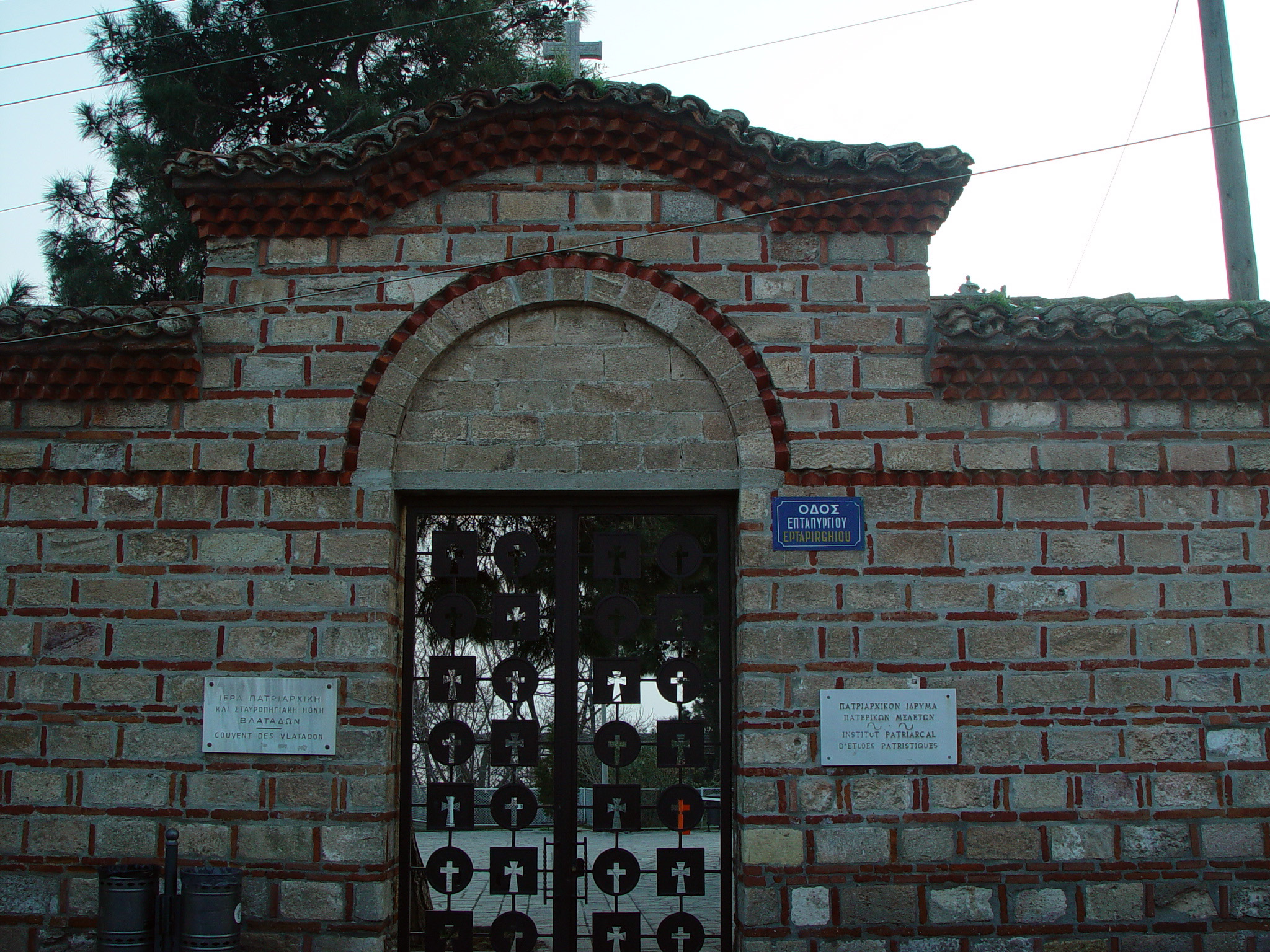

- Иезекииль (Цукалас) (5 августа 1974 — август 1975)
- Никодим (Анагносту) (1975—1977)
- Пантелеимон (Родопулос) (15 ноября 1977 — 25 января 1980)
- Феодорит (Цириготис) (25 января 1980—1985)
- Пантелеимон (Родопулос) (1985—2012)
- Никифор (Психлудис) (с 30 августа 2012)